# Улица Лётчика Грицевца
Улица Лётчика Грицевца́ — улица в поселении Внуковское (Москва, Новомосковский административный округ). Находится в микрорайоне Солнцево-парк. Имеет пересечения с Боровским шоссе, улицей Авиаконструктора Петлякова, улицей Лётчика Ульянина и улицей Лётчика Новожилова. Нумерация домов ведётся от деревни Пыхтино.

## Этимология
Улица получила нынешнее название 19 декабря 2012 года в честь советского лётчика-истребителя 1930-х годов, дважды Героя Советского Союза Сергея Ивановича Грицевца (1909—1939).
В 1939–1993 годах имя Грицевца (с «неправильным» названием — сначала переулок Грицевец, затем Грицевецкая улица, также улица Грицевец) носила улица в центре Москвы, ныне — Большой Знаменский переулок (возвращено историческое название).

## Транспорт

### Метро
Ближайшей станцией метро является станция «Пыхтино», находящаяся в районе пересечения Боровского шоссе и улицы Лётчика Грицевца. В 1,5 км от улицы располагается станция метро «Рассказовка».

### Автобус

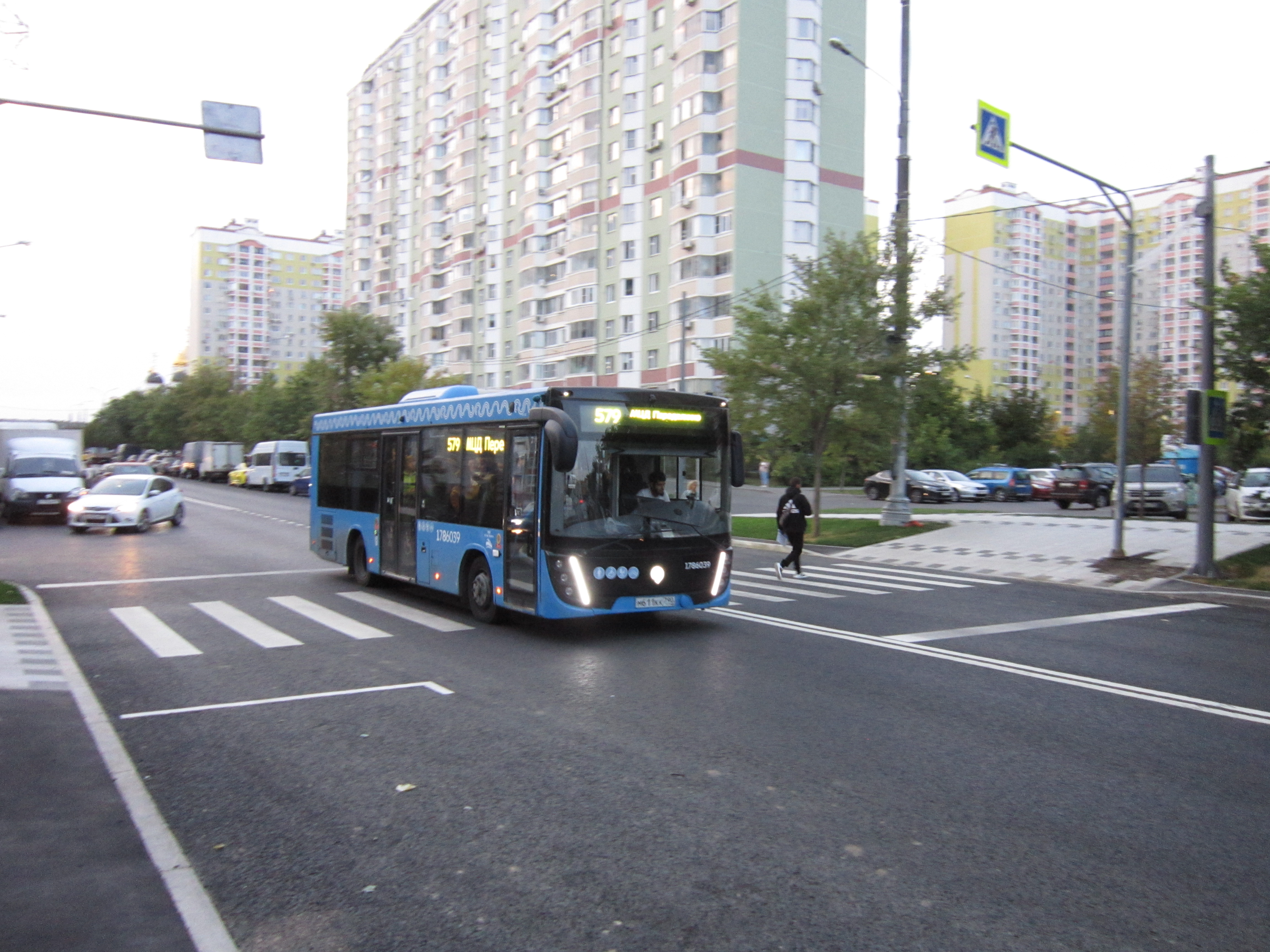
МАЗ-206.486 на маршруте № 579

По улице следуют автобусы 166, 274, 579, 870, 892.